# Тип 68 (пистолет)
Тип 68 (кор. 68식, в англоязычных источниках известный под наименованием "Type 68" или "Model 68") - самозарядный пистолет производства КНДР.

## История
Поскольку один из известных пистолетов имеет клеймо "1966" рядом с серийным номером, есть основания предполагать, что первые пистолеты "тип 68" (возможно, предсерийные образцы) могли быть сделаны в 1966 году.
Первые пистолеты "тип 68" начали поступать в войска в конце 1960-х годов и до конца 1980-х годов они оставались основным образцом личного оружия офицеров Корейской Народной Армии. 
В конце 1980-х годов пистолеты "тип 68" начали постепенно заменять на новые пистолеты "Baek-Du-San" (копия пистолета CZ 75 китайского производства под патрон 9 × 19 мм).
В конце гражданской войны в Сальвадоре, в период после 11 ноября 1989 года некоторое количество пистолетов этого типа оказалось в партизанских отрядах ФНОФМ. В дальнейшем, несколько этих пистолетов оказались в числе трофеев вооружённых сил Сальвадора.

## Описание

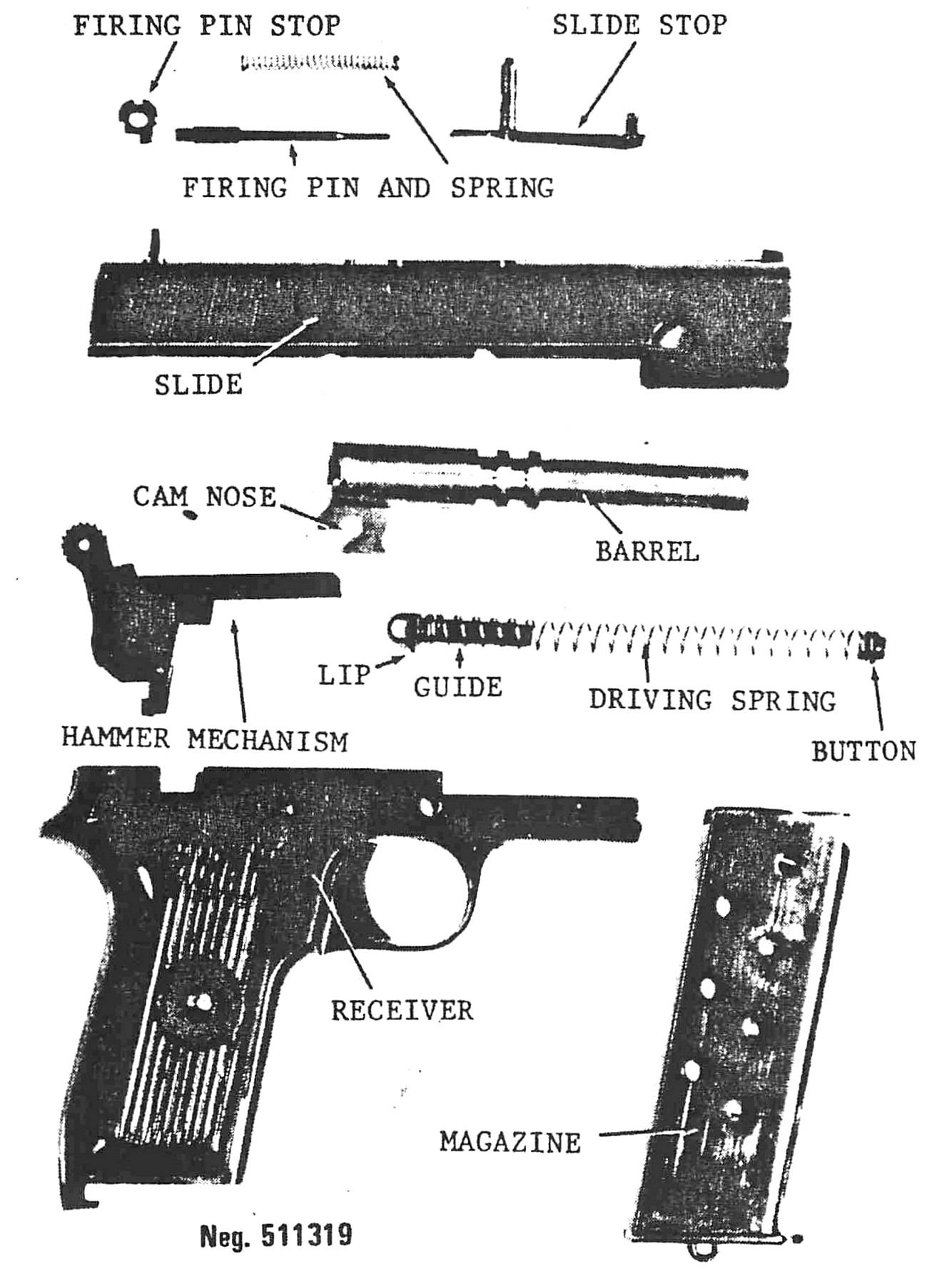
неполная разборка пистолета "тип 68"

Пистолет "тип 68" представляет собой конструктивный аналог советского пистолета ТТ образца 1933 года, разработанный для замены ранее находившихся на вооружении пистолетов ТТ советского и китайского производства. 
Стальные детали имеют чёрное оксидированное покрытие. Ствол имеет четыре правых нареза с длиной хода 305 мм, канал ствола и патронник хромированы.
В конструкцию пистолета были внесены изменения, коснувшиеся в первую очередь устройства узлов запирания ствола (усилен стопор затвора) и фиксации магазина. Размеры и масса пистолета по сравнению с ТТ несколько уменьшены, изменена геометрия деталей.
Магазин с однорядным расположением патронов. Использование магазинов от пистолета "тип 68" в пистолетах ТТ невозможно без их модификации, так как в магазинах "тип 68" нет выреза для защёлки магазина на его боковой стенке.
Щёчки на рукояти - пластмассовые, с крупным вертикальным рифлением.
Заводской номер пистолета нанесён на рамке оружия с левой стороны.
В целом, пистолет отличается надёжностью в эксплуатации и высоким качеством изготовления.

## Страны-эксплуатанты
- КНДР[2] - вооружённые силы КНДР[4]